# Rosario, Agusan del Sur
Rosario là đô thị hạng 3 ở tỉnh Agusan del Sur, Philippines. Theo điều tra dân số năm 2015, đô thị này có dân số 46.683 người trong.

## Các khu phố (barangay)
Rosario được chia thành 11 khu phố (barangay).
- Bayugan 3
- Cabantao
- Cabawan
- Marfil
- Novele
- Poblacion
- Santa Cruz
- Tagbayagan
- Wasi-an
- Libuac
- Maligaya